# Copa Espírito Santo
La Copa Espírito Santo è una competizione organizzata dalla Federação de Futebol do Estado do Espírito Santo (FES). Il vincitore si qualifica per la Coppa del Brasile insieme al vincitore del campionato statale.

## Albo d'oro
| Anno | Campione (città)                           | Vice (città)                               |
| ---- | ------------------------------------------ | ------------------------------------------ |
| 2003 | Estrela do Norte (Cachoeiro de Itapemirim) | Vitória (Vitória)                          |
| 2004 | Estrela do Norte (Cachoeiro de Itapemirim) | Rio Branco (Vitória)                       |
| 2005 | Estrela do Norte (Cachoeiro de Itapemirim) | Jaguaré (Jaguaré)                          |
| 2006 | Vilavelhense (Vila Velha)                  | Estrela do Norte (Cachoeiro de Itapemirim) |
| 2007 | Jaguaré (Jaguaré)                          | Vilavelhense (Vila Velha)                  |
| 2008 | Desportiva (Cariacica)                     | Rio Branco (Vitória)                       |
| 2009 | Vitória (Vitória)                          | Rio Branco (Vitória)                       |
| 2010 | Vitória (Vitória)                          | Real Noroeste (Águia Branca)               |
| 2011 | Real Noroeste (Águia Branca)               | Desportiva (Cariacica)                     |
| 2012 | Desportiva (Cariacica)                     | Rio Branco (Vitória)                       |
| 2013 | Real Noroeste (Águia Branca)               | Cachoeiro (Cachoeiro de Itapemirim)        |
| 2014 | Real Noroeste (Águia Branca)               | Atlético Itapemirim (Itapemirim)           |
| 2015 | Espírito Santo (Vitória)                   | Real Noroeste (Águia Branca)               |
| 2016 | Rio Branco (Vitória)                       | Espírito Santo (Vitória)                   |
| 2017 | Atlético Itapemirim (Itapemirim)           | Espírito Santo (Vitória)                   |
| 2018 | Vitória (Vitória)                          | Atlético Itapemirim (Itapemirim)           |
| 2019 | Real Noroeste (Águia Branca)               | Vitória (Vitória)                          |
| 2020 | Non disputata per la pandemia di COVID-19  | Non disputata per la pandemia di COVID-19  |
| 2021 | Nova Venécia (Nova Venécia)                | Aster Brasil (Vitória)                     |

## Titoli per squadra
| Squadra             | Città                   | Titoli |
| ------------------- | ----------------------- | ------ |
| Real Noroeste       | Águia Branca            | 4      |
| Estrela do Norte    | Cachoeiro de Itapemirim | 3      |
| Vitória             | Vitória                 | 3      |
| Desportiva          | Cariacica               | 2      |
| Atlético Itapemirim | Itapemirim              | 1      |
| Espírito Santo      | Vitória                 | 1      |
| Jaguaré             | Jaguaré                 | 1      |
| Nova Venécia        | Nova Venécia            | 1      |
| Rio Branco          | Vitória                 | 1      |
| Vilavelhense        | Vila Velha              | 1      |